# Adelopoma stolli
Adelopoma stolli es una especie de molusco gasterópodo de la familia Cyclophoridae en el orden de los Mesogastropoda.

## Distribución geográfica
Se encuentra en Guatemala y Nicaragua.